# 迭戈·克利莫維奇
迭戈·克利莫维奇（Diego Klimowicz，西班牙語發音：[ˈdjeɣo kliˈmowitʃ]，波蘭語發音：[ˈdjego kliˈmovitʂ]，1974年7月6日—）是一名阿根廷足球運動員，擔任前鋒。

## 外部連結
- Statistics[永久] at Guardian Stats Centre